# Norton International

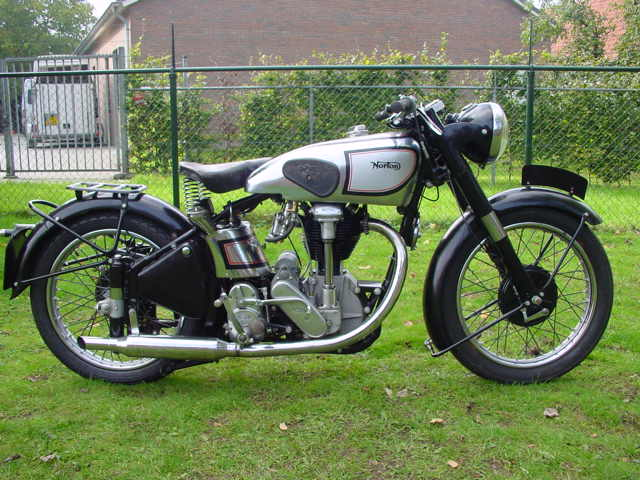
Norton International Model 30

La Norton International o Cammy Norton es una motocicleta con motor de levas en cabeza techo (OHC) construida por Norton Motors Ltd entre 1931 y 1957. 
Más que réplicas de carretera de motos TT deportivas, el Modelo 30 tenía un motor OHC de 500 cc, mientras que el Modelo 40 utilizaba un motor OHC de 350 cc. Durante la década de 1930 se podían pedir a la fábrica de Norton con todo tipo de piezas de competición instaladas. Tales motocicletas de fábrica ganaron muchas carreras del Tourist Trophy (TT) en la isla de Man durante la década de 1930, muchas de ellas copando los tres primeros puestos en el pódium. 
Los pilotos de la Factoría Norton Factory en sus máquinas "Inter", incluidos Jimmie Guthrie, Jimmy Simpson y Stanley Woods, eran nombres conocidos de la época. La producción de los Modelos 30 y 40 International terminó temporalmente con el estallido de la Segunda Guerra Mundial.
La producción de las Inter se reanudó en 1947 y continuó hasta 1957. Aunque el motor continuó casi sin cambios hasta el final, el famoso bastidor Featherbed se adoptó a partir de 1953. Sin embargo, en la década de 1950, el modelo había quedado anticuado, y fue superado por los nuevos motores de cilindros gemelos. Únicamente compartía el bastidor Featherbed con sus modelos de competición de referencia, las Manx de posguerra, y solo se vendía en pequeñas cantidades. En los últimos años, las Inter ni siquiera se mencionaban en el catálogo de Norton y solo estaba disponibles como pedidos especiales. 

## Desarrollo
El nombre international fue utilizado por primera vez por Norton en 1932, tanto para sus motocicletas de carreras de nuevo diseño como también para las motos de carretera réplica de las TT. Supervisado por Joe Craig, Arthur Carroll había diseñado un motor de árbol de levas en cabeza para las máquinas de competición de la fábrica y, aunque conservaba el diámetro y carrera (79 x 100 milímetros (3,1 x 3,9 plg)) de la Norton CS1, la Model 30 International era completamente nueva. La herencia de las carreras condujo a ruedas rápidamente desmontables y a resortes de válvula de tipo horquilla que podían cambiarse rápidamente durante las carreras. En 1933, las horquillas y la caja de cambios fueron rediseñadas y en 1935, la caja de cambios Sturmey-Archer debió ser reemplazada, ya que la empresa había dejado de fabricar cajas de cambios, por lo que Norton compró los derechos del diseño y encargó a Burman que las produjera. Estas cajas de cambio demostraron ser tan buenas que permanecieron sin cambios durante los siguientes 30 años, y aunque la apariencia externa se alteró varias veces, siempre se conservó el mecanismo de cambio de marcha completamente cerrado y, por lo tanto, lubricado. 
En 1936, el motor se actualizó con una culata de aleación y un bloque con un revestimiento de bronce, disponible como opción. En 1938, la suspensión se actualizó al tipo de émbolo, y también estaban disponibles como opción las horquillas telescópicas Roadholder Forks montadas por Harrold Dannels y Freddie Frith en este año de 1938. La producción de los modelos 30 y 40 terminó con el estallido de la Segunda Guerra Mundial. Después de la guerra, la producción del Modelo international 30 (500 cc) y del Modelo 40 (350 cc) se rediseñaron con una culata y un barril de hierro, parecidos a los de las CS1 y CJ Norton anteriores a la guerra. La suspensión se actualizó a horquillas telescópicas Norton Roadholder en lugar de los clásicos ejes rígidos; y las versiones Clubman también se fabricaron sin silenciadores ni luces de carretera, para su uso en las carreras. Las cajas reductoras de relaciones estrechas se suministraron de serie desde 1947, y el motor con culata de aleación regresó en 1953 en el nuevo bastidor Featherbed. La producción en serie de la International terminó en 1955, aunque se construyeron pequeñas cantidades atendiendo a pedidos especiales durante dos o tres años después.

## Récord mundial
En 1935, el piloto del equipo Norton, Jimmie Guthrie, estableció varios récords mundiales de velocidad en una Norton International en la pista de hormigón de Montlhery, Francia. Además de establecer un nuevo récord mundial de una hora a una velocidad de 114,09 millas por hora (183,6 km/h), también rompió los registros de los 50 kilómetros (31,1 mi), las 50 millas (80,5 km), los 100 kilómetros (62,1 mi) y las 100 millas (160,9 km).

## Uso militar
La policía militar de la Compañía Provost de la Primera División de Londres del Ejército Territorial, comandada por el Capitán Sir Malcolm Campbell, fue equipada con el Modelo 30 en 1940 para escolta rápida y control de tráfico en la Misión Coats para evacuar al Rey Jorge VI, la Reina Isabel y su familia inmediata en caso de invasión alemana.

## Norton International de George Formby
La Norton International, propiedad del comediante George Formby se vendió por 30.582 libras en una subasta el 3 de diciembre de 2007. La Norton International de 1947 fue una de las varias motocicletas propiedad de Formby, protagonista de la película No Limits, una parodia de la carrera TT de la Isla de Man de 1935. La International le fue mostrada a Formby durante una visita a la fábrica de Norton en la calle Bracebridge en julio de 1947. 

## Featherbed Norton International en la década de 1950
Para 1951, los cuadros de émbolo pesados y obsoletos de las International se actualizaron con el nuevo cuadro Featherbed de Norton, probado en competición. El motor permaneció esencialmente igual, aunque la culata y el cilindro de aleación ligera se instalaron de serie (anteriormente, una opción sin costo), y la caja de cambios era la versión plana (los mismos engranajes en una carcasa revisada). 
Aunque el eslogan publicitario de las Norton de la época era "Construido a la luz de la experiencia. Norton. El Mejor Bastidor del Mundo", la nueva Inter Featherbed estaba muy por detrás de las prestaciones de la Norton Manx de carreras (equipada con un motor con levas en cabeza dobles y freno delantero de zapata doble de 8 pulgadas). Además, la BSA Gold Star estaba demostrando una oposición formidable en la categoría Clubman Racing, muy popular en la década de 1950. Por lo tanto, las ventas de la Norton International en la década de 1950 se redujeron bastante, y a mediados de la década había desaparecido del catálogo, estando disponible solo para pedidos especiales. 
La remodelación estética final de los modelos de 1957 y 1958 consistió en una actualización cosmética de las llantas de aleación de ancho completo, paneles laterales del depósito cromados, nuevo faro tipo Lucas y escape tubular. Se piensa que solo se produjo una docena o menos de estos modelos finales.